# Adolescence tourmentée
Adolescence tourmentée (High School Possession) est un téléfilm américain réalisé par Peter Sullivan, diffusé le 25 octobre 2014 sur Lifetime.

## Synopsis
Chloe Mitchell est une jeune joueuse de football talentueuse au lycée. Elle a comme amie Lauren Brady, fille "parfaite" selon Chloe. Lauren travaille pour le journal du lycée, et interview un club du lycée, les jeunes de l'Église, représentés par Olivia Marks, son ancienne meilleure amie. Elle remarque indiscrètement qu'ils font des séances d'exorcisme. De son côté, Chloe devient alcoolique et entend des voix, ce depuis la séparation de ses parents.
Alors que Chloe est au plus mal (scarification, tentatives de suicides), Lauren la pousse à se faire exorciser. Seulement, Olivia qui doit s'en charger, à un tout autre projet bien plus effrayant…

## Fiche technique
- Titre original : High School Possession
- Réalisation : Peter Sullivan (en)
- Scénario : Hanz Wasserburger
- Photographie : Roberto Schein
- Musique : Matthew Janszen
- Durée : 88 minutes
- Date de diffusion :
  -  France : 22 juin 2016 sur TF1

## Distribution
- Jennifer Stone (VF : Céline Ronté) : Chloe Mitchell
- Janel Parrish (VF : Geneviève Doang) : Lauren Brady
- Shanley Caswell (VF : Leslie Lipkins) : Olivia Marks
- Ione Skye (VF : Anne Rondeleux) : Bonnie Mitchell
- Kelly Hu (VF : Ivana Coppola) : Denise Brady
- William McNamara (VF : Éric Legrand) : Révérant jeune
- Chris Brochu (VF : Yoann Sover) : Mase Adkins
- Ana Walczak (VF : Jessica Monceau) : Kara
- Bailey Anne Borders (VF : Ingrid Donnadieu) : Kendall
- August Roads : Devin
- Spencer Neville : Brad
- Natalia Baron (VF : Claire Morin) : Principale Andrews
- Michael C. Mahon (VF : Jean-Marc Charrier) : Coach Burdette
- Roger Lodge (en) (VF : Arnaud Bedouët) : M. Wright
- John Burke (VF : Georges Caudron) : Dr Philipps
- Gerald McCullouch (en) (VF : Loïc Guingand) : Prêtre exorciste